# هيئة القضاء العسكري (مصر)
هيئة القضاء العسكري المصرية هي إحدى هيئات القوات المسلحة المصرية وهي الهيئة العسكرية المختصة بالمحاكم العسكرية ذات الاختصاص الاستثنائي طبقا لتعريف حكم محكمة النقض المصرية، والتي يحكمها قانون الأحكام العسكرية المصري رقم 25 لسنة 1966 وتعديلاته. يفترض أن المحاكم العادية هي المختصة بنظر جميع الدعاوي القضائية المتعلقة بما ورد من جرائم بقانون العقوبات، إلا أن مشرعي القوانين رأوا أن الوضع الخاص للقوات المسلحة يحتم أن يكون هناك قضاءً إستثنائيا ينظر فيما يتعلق بها، سواء بحسب شخصية مرتكبها، أو نوع الجريمة المرتكبة وارتباطها بالقوات المسلحة، وتتوافر في القضاة وأعضاء النيابة العسكرية الشروط الواردة بالمادة 38 و 116 من قانون «السلطة القضائية»، والتي تتوافر بأقرانهم بالقضاء العادي، ويتم تعيينهم بقرار من وزير الدفاع .

## التشريعات المُنظِمة
- قانون الأحكام العسكرية رقم 25 لسنة 1966.[2]
- قانون رقم 5 لسنة 1968 بتعديل القانون رقم 25 لسنة 1966.[3]
- قانون رقم 7 لسنة 1968 بتعديل القانون رقم 25 لسنة 1966.[4]
- قانون رقم 82 لسنة 1968 بتعديل القانون رقم 25 لسنة 1966.[5]
- قانون رقم 5 لسنة 1970 بتعديل القانون رقم 25 لسنة 1966.[6]
- قانون رقم 14 لسنة 1970 بتعديل القانون رقم 25 لسنة 1966.[7]
- قانون رقم 72 لسنة 1975 بتعديل القانون رقم 25 لسنة 1966.[8]
- قانون رقم 1 لسنة 1983 بتعديل القانون رقم 25 لسنة 1966.[9]
- قانون رقم 16 لسنة 2007 بتعديل القانون رقم 25 لسنة 1966.[10]
- قانون رقم 45 لسنة 2011 بتعديل القانون رقم 25 لسنة 1966.[11]
- قانون رقم 47 لسنة 2011 بتعديل القانون رقم 25 لسنة 1966.[12]
- قانون رقم 21 لسنة 2012 بتعديل القانون رقم 25 لسنة 1966.[13]
- قانون رقم 12 لسنة 2014 بتعديل القانون رقم 25 لسنة 1966.[14]

## الهيكل التنظيمي
- إدارة المدعي العام العسكري:
  - النيابة العامة العسكرية.
- إدارة المحاكم العسكرية:
  - المحكمة العسكرية العليا للطعون
  - المحكمة العسكرية للجنايات
  - المحكمة العسكرية للجنح المستأنفة
  - المحكمة العسكرية للجنح
- مكتب الطعون العسكرية.
- ادارة الفتوي و التشريع

## المهام والاختصاصات
يخضع للقضاء العسكري كل من:
- أفراد القوات المسلحة
- طلبة المدارس والمعاهد والكليات العسكرية
- أسرى الحرب
- عسكريو قوات الدول الحليفة أو الملحقون بهم أثناء إقامتهم على الأراضي المصرية مع مراعاة الاتفاقيات مع هذه الدول
- العاملين المدنيين بوزارة الدفاع والقوات المسلحة ومصانع الإنتاج الحربي

ويختص القضاء العسكري بنظر الآتي:
- الجرائم التي تقع في المعسكرات والوحدات العسكرية المخلتفة
- الجرائم التي تقع ف الأماكن التي يشغلها العسكريون لصالح القوات المسلحة
- الجرائم التي تقع على معدات الجيش
- الجرائم التي ترتكب من أو ضد الأشخاص الخاضعين لأحكام القضاء العسكري في حال ارتباطها بطبيعة مهام عملهم

ويبقى العسكريون والملحقون بهم خاضعين لأحكام هذا القانون حتى ولو خرجوا من الخدمة إذا كانت جرائمهم وقت وقوعها تدخل في اختصاصه

## التصديق على الأحكام
- لا تصبح أحكام المحاكم العسكري سارية إلا بعد التصديق عليها من رئيس الجمهورية أو من يفوضه، ويجوز للضابط الذي أعطيت له هذه الصفة أن يفوض بدوره من يراه
- يجوز للضابط المفوض بسلطة التصديق أن يخفف العقوبة، أو يلغيها كلها أو بعضها، أو يوقف تنفيذها، أو يطلب إعادة المحاكمة مرة أخرى
- يصدر الحكم في جلسة علنية ولو كانت المحاكمة سرية، ويوقع عليه رئيس المحكمة وأعضائها قبل النطق به، إلا في حالة سجن الضباط فأكثر فيجب أن يصدق عليه الضابط المفوض بالتصديق على الأحكام أولا قبل إصدار الحكم

## الالتماس لإعادة النظر في الأحكام
- يجوز على المحكوم عليهم عسكريا تقديم التماسا لإعادة النظر في أحكام المحاكم العسكرية العليا والمركزية. وينظره مكتب الطعون العسكرية
- يقدم الالتماس خلال فترة 15 يوما من تاريخ إعلان الحكم بعد التصديق عليه، أو من تاريخ حضور المتهم إذا كان الحكم غيابيا. وتقديم الالتماس لا يوقف تنفيذ الحكم إلا في حالة الإعدام فقط
- يجوز للسلطة الأعلى من الضابط المصدق على الحكم عند نظر الالتماس أن يخفف الحكم أو يوقف تنفيذه أو يأمر بإعادة المحاكمة

## محاكمة المدنيين عسكريا
- أعطيت هذه السلطة لرئيس الجمهورية في الحالات التي يرى فيها خطرا على الأمن القومي للبلاد - "بموجب هذه السلطة أحال مبارك العشرات من الإسلاميين في الثمانينات و التسعينيات للمحاكم العسكرية"
- إلا أن تعديل قانون القضاء العسكري قد ألغى هذه الإمكانية، وأصبح المدنيين يحاكمون فقط وفقا للحالات الواردة مسبقا، وهي المدنيين العاملين بالقوات المسلحة ووزارة الدفاع، والمدنيين المرتكبين لجرائم ضد أو مع عسكريين بسبب تأديتهم مهام عملهم، وكذا أي جرائم ترتكب من مدنيين ضد منشأت أو معدات عسكرية
- استخدمت المحاكم العسكرية ضد المدنيين في مصر في العصر الحديث أول مرة عام [15] 1954 في قضية محاولة اغتيال رئيس الجمهورية في مصر آنذاك جمال عبد الناصر، والتي اتهم فيها أفراد من تنظيم الإخوان المسلمين
- منذ ذلك الحين تعرّض العشرات من المدنيين المصريين من الإخوان المسلمين ومن الشيوعيين واليسار المصري للمحاكمات العسكرية في فترات متفرقة[16] تحت حكم كل من جمال عبد الناصر، وأنور السادات وحسني مبارك بإستثناء عام 1965 الذي حوكم فيه المئات أمام المحاكم العسكرية
- في الشهور السبعة التي تلت ال18 يوم الأولى من ثورة 25 يناير واستلام المجلس الأعلى للقوات المسلحة لإدارة البلاد حوكم 11 ألفا 879 مدني مصري أمام المحاكم العسكرية [17]،بحسب اللواء / عادل مرسي عضو المجلس الأعلى للقوات المسلحة. وبحسب هيومن رايتس ووتش، فإن القضاء العسكري لم يبرئ سوى 795 من هؤلاء، وبلغت نسبة الإدانة 93%
- قامت مجموعات مثل لا للمحاكمات العسكرية بإبراز هذه القضية على مستوى شعبي وإعلامي
- تحدّث مرشح الرئاسة محمد مرسي عضو جماعة الإخوان المسلمين في حملته الانتخابية عن إلغاء المحاكمات العسكرية للمدنيين والإفراج أو إعادة محاكمة المحكومين أمام قاضيهم الطبيعي، ولكن وفي فترة استلامه لرئاسة الجمهورية، تعرّض لإنتقادات بسبب عدم تغيّر السياسات المرتبطة بالمحاكمات العسكرية وتضمّن الدستور الجديد (دستور مصر 2012) مادة لبند 198 الذي أشار منتقدوه أنها جعلت من المحاكمات العسكرية دستورية

## رؤساء الهيئة
- لواء / حاتم الجزار.[18]
- لواء / صلاح الرويني.[19]
- لواء / عماد عبد العزيز.[20]
- لواء / مدحت رضوان.[21]
- لواء / عادل المرسي.[22]
- لواء / أحمد عبد الله.[23]
- لواء / محمد محمد عبدالله.[24]
- لواء / محمد محمد عبدالله

```
لواء
 / عبد الغفار هلال.
[
25
]
```